# Real Sociedad (Eishockey)
Real Sociedad war ein spanischer Eishockeyclub aus San Sebastián, der von 1972 bis 1976 in der Superliga, der höchsten Spielklasse des Landes, spielte. Bei der Mannschaft handelte es sich um die Eishockeyabteilung des baskischen Sportvereins Real Sociedad.

## Geschichte
Im Jahr 1972 gehörte die neugeschaffene Eishockeyabteilung von Real Sociedad zu einem der sechs Gründungsmitglieder der Superliga, der höchsten Spielklasse des Landes. Obwohl der Verein in den ersten drei Jahren jeweils das Double gewann, gelang es dem Stadtrivalen CH Txuri Urdin sich in der Stadt gegen die Basken durchzusetzen, so dass die Vereinsführung nach einem fünften Platz in der Saison 1975/76 nach vier Jahren die Eishockeyabteilung schloss.

## Erfolge
- Spanischer Meister: 1973, 1974, 1975
- Spanischer Pokalsieger: 1973, 1974, 1975